# Rhabdogaster nuda
Rhabdogaster nuda là một loài ruồi trong họ Asilidae. Rhabdogaster nuda được Loew miêu tả năm 1858. Loài này phân bố ở vùng nhiệt đới châu Phi.